# أمستردام- نيو فيست
أمستردام- نيو فيست هو حي (stadsdeel) تتألف أكثر الأحياء الغربية من مدينة أمستردام، هولندا. تم إنشاء الحي في عام 2010 بعد دمج الأقسام الإدارية السابقة أوسدورب، خوزينفيلد- سلوترمير وسلوترفارت. في عام 2013، كان بالحي تقريباً 142,000 نسمة.